# Macrocentrus persephone
Macrocentrus persephone är en stekelart som beskrevs av Nixon 1950. Macrocentrus persephone ingår i släktet Macrocentrus och familjen bracksteklar. Inga underarter finns listade i Catalogue of Life.